# エデル・サラビア
エデル・サラビア・アルメストロ（Eder Sarabia Armesto、1980年9月27日 - ）は、スペイン・バスク州ビルバオ出身の元サッカー選手、現サッカー指導者。現役時代のポジションはFW。2021年よりFCアンドラの監督を務める。

## 経歴
現役時代はアマチュア選手として国内下部リーグでキャリアを終え、2003年から指導者として働き始めた。
2021年1月18日、スペイン各地のクラブでアシスタントコーチを経験し、セグンダ・ディビシオンBに所属するFCアンドラの監督に就任した。